# Porotrichum mutabile
Porotrichum mutabile là một loài Rêu trong họ Neckeraceae. Loài này được Hampe miêu tả khoa học đầu tiên năm 1862.